# غوستا كرانتز
غوستا كرانتز (بالسويدية: Gösta Krantz)‏ هو ممثل سويدي، ولد في 14 يونيو 1925 في Engelbrekt Parish ‏ في السويد، وتوفي في 26 ديسمبر 2008 في ستوكهولم في السويد بسبب مرض معد.

## وصلات خارجية
- غوستا كرانتز على موقع IMDb (الإنجليزية)
- غوستا كرانتز على موقع ميوزك برينز (الإنجليزية)
- غوستا كرانتز على موقع قاعدة بيانات الفيلم (الإنجليزية)